# Reproduktionsstich
Der Reproduktionsstich ist eine Form der Reproduktionsgraphik. Der Reproduktionsstich zeigt eine Nachbildung von bereits vorhandenen Kunstwerken, die in der Technik des Kupferstichs oder der Radierung angefertigt wurde.

## Ziel
Der Reproduktionsstich diente bereits früh der Verständigung über Kunst, der Liebhaberei und dem systematischen Sammeln. Lange vor der Erfindung der Fotografie konnten Mappenwerke mit Nachbildungen zeitlich und räumlich ferner Kunstwerke angelegt werden. Reproduktionsstiche eröffneten den Ausblick auf verschollene Originale. Einer der berühmtesten Reproduktionsstiche überhaupt, der „Kampf um die Fahne“ nach Rubens, war eine Kopie aus Leonardos Karton zur Anghiari-Schlacht.
Das Können zeigte sich darin, das mit anderen Materialien geschaffene Kunstwerk auf das Medium eines Stiches zu übertragen. Die Arbeit basierte auf dem einfühlsamen Kopieren, dem buchstäblichen „Abkupfern“. Der Reproduktionsstecher war sozusagen der Vermittler, der das Kunstwerk interpretiert und die künstlerische Aussagen an den Betrachter weitergibt. Wie es im Fachbuch Faksimile und Mimesis heißt: „Das heißt gewiss nicht, dass der Stecher den grafischen Urtext Raffaels wortwörtlich abgebildet hätte. Er konnte es auch gar nicht, da der Grabstichel die zeichnerische Ausdrucksform und deren konkretes Material auf Grund der technischen Werkbedingungen nicht erfassen kann.“

## Technik
Für einen Reproduktionsstich wurde nicht durchgepaust, nicht mit Quadraturraster oder Storchschnabel übertragen, sondern werkgetreu mit dem stählernen Stichel oder der Radiernadel wiederholt.

## Anfänge
Das Abendmahl von Leonardo da Vinci, Gemäldeentwürfe von Raffael und Marienleben von Albrecht Dürer waren die ersten reproduzierten Meister der Kunstgeschichte.

## Künstler
Der italienische Kupferstecher Marcantonio Raimondi gründete in Rom eine eigene Stecherschule und prägte bis ins 18. Jahrhundert den Stil des Reproduktionsstiches. Er arbeitete eng mit Raffael zusammen, so war er mit den Plänen und Skizzen für die „Stanzen“ und „Loggien“ des Vatikans vertraut, die er in seinen Stichen zitierte. Pietro Aquila, Nicolaus Beatricius, Luca und Francesco Bertelli, Pietro Santi Bartoli, Giovanni Benedetto Castiglione, Carlo Cesio, Giorgio Ghisi, Martino Rota, Benedetto Stefani, Antonio Tempesta, Pietro Testa, Enea Vico und Francesco Villamena fanden ihr Auskommen im Gewerbe der Reproduktionsstecher.
„Die Carracci’s haben zu Bologna und Rom verschiedene Galerien gemalt, teils gemeinschaftlich teils jeder allein. Sie sind alle durch die berühmtesten Kupferstecher bekannt gemacht worden. Man kann im Allgemeinen behaupten, daß das Werk der Carracci’s das interessanteste und lehrreichste aller italienischen Schulen ist, weil fast alle grosse Stecher aus allen Ländern nach ihnen und vorzüglich nach Annibal gestochen haben. Wer sich einen Begrif von der grossen Anzahl der gestochenen Blätter und Werke von und nach den Carracci’s machen will, der findet fast alle im Dictionaire des Artistes de Heinecken verzeichnet.“
Carracci stach die Werke venezianischer Maler wie Paolo Veronese sowie das Gesamtwerk Tizians in Kupfer. In Antwerpen leitete Peter Paul Rubens einen eigenen Kreis von Reproduktionsgrafikern wie Pieter Soutman, Paul Pontius, Schelte a Bolswert und Lucas Vorsterman. Diese Stecher reproduzierten auch eine „Ikonographie“ genannte Serie des Antonis van Dyck mit Porträts großer Männer.
In Frankreich wandten Robert Nanteuil und Claude Mellan für die Reproduktion von Bildnissen die Punktiertechnik an, um zarte Helligkeitsübergänge zu erreichen, die mit der gebräuchlichen Kreuzschraffur nicht auszuführen waren. Gérard Edelinck arbeitete nach Gemälden von Raffael und Charles Le Brun. Von ihm stammen 14 Stiche nach Porträts Ludwigs XIV. in verschiedenen Lebensaltern. In Flandern betrieb der Haarlemer Hendrik Goltzius die auflagenstarke Wiedergabe von Kunstwerken. Die venezianischen Veduten eines Canaletto wurden von Antonio Visentini reproduziert, während der Vedutist Michele Marieschi seine gemalten Szenen aus der Lagunenstadt selbst stach.
Lorenzo Zacchia, nach Leonardo da Vinci, Die Schlacht von Anghiari, 1558, Kupferstich, 37,4 × 47 cm

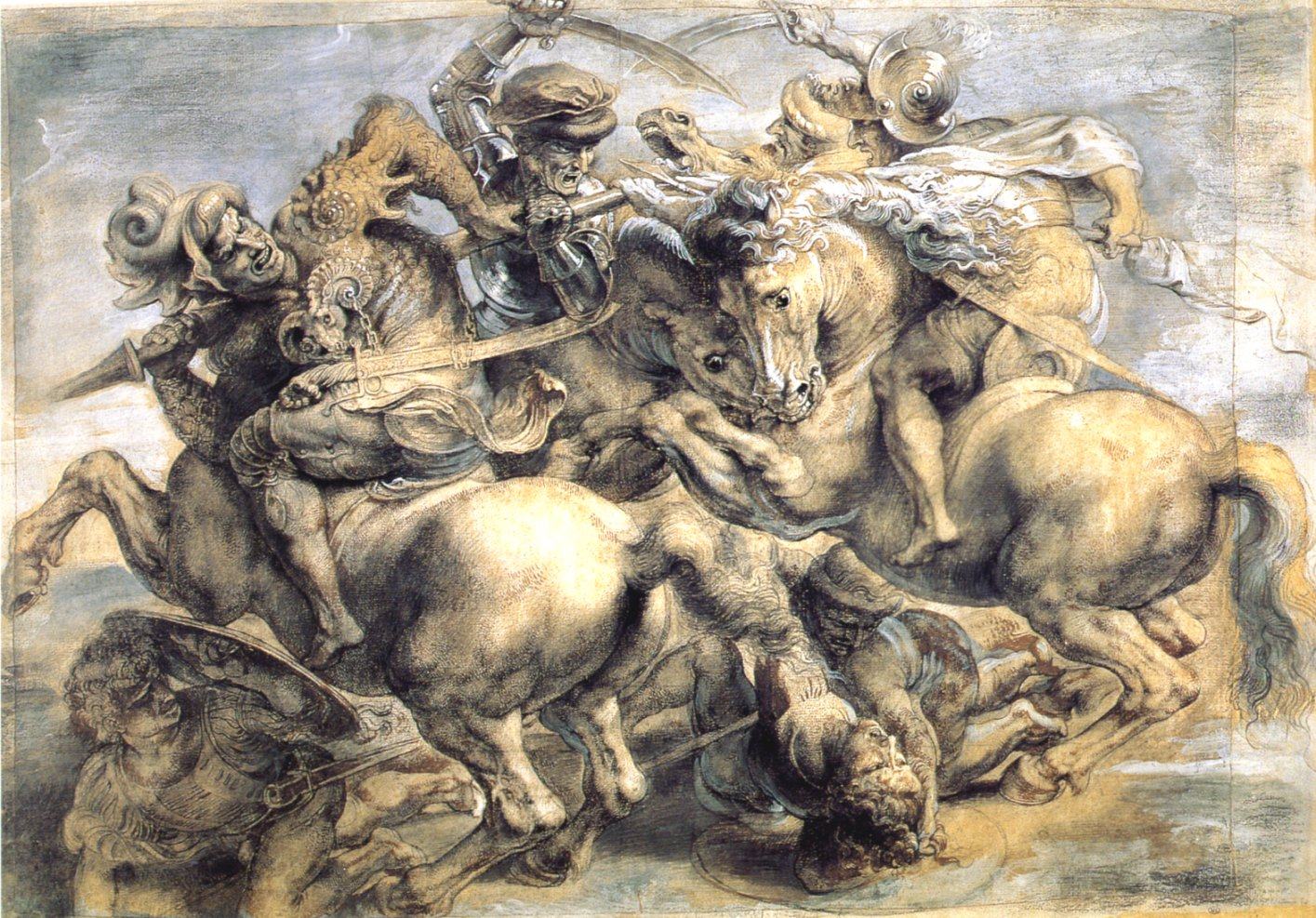
Peter Paul Rubens, um 1603, „Kampf um die Standarte in der Schlacht von Anghiari“. Kopie eines Reproduktionsstiches, dessen Vorbild Leonardo da Vinci vor 1550 schuf, schwarze Kreide, Federzeichnung mit brauner Tinte, Übermalung mit brauner und grauer Tinte, grau laviert, gehöht in Weiß und Graublau, Maße 45,3 × 63,6 cm